# Wendy Barrie
Wendy Barrie, pseudonimo di Marguerite Wendy Jenkins (Hong Kong, 18 aprile 1912 – Englewood, 2 febbraio 1978), è stata un'attrice britannica naturalizzata statunitense.

## Biografia
Figlia di un agiato avvocato inglese, Marguerite Wendy Jenkins nacque a Hong Kong e studiò nelle più esclusive scuole, prima in un collegio di suore in Inghilterra per poi perfezionarsi in Svizzera.
Dopo aver lavorato in un istituto di bellezza e aver seguito un corso per segretaria, intraprese la carriera di attrice sui palcoscenici inglesi all'inizio degli anni trenta, favorita da un gradevole aspetto fisico, con occhi azzurri e capelli biondo-rossi. Scelse lo pseudonimo di Wendy Barrie, prendendo il cognome dal proprio padrino, il romanziere e commediografo scozzese J. M. Barrie, l'autore di Peter Pan.
Dopo aver lavorato per qualche tempo in teatro, fece il suo debutto cinematografico nel 1932 nel film Threads, e apparve in una nutrita serie di pellicole britanniche, spesso diretta dai registi Alexander e Zoltán Korda. Tra le migliori interpretazioni della Barrie del periodo è da ricordare quella di Jane Seymour, terza moglie di Enrico VIII, nel film Le sei mogli di Enrico VIII (1933), ruolo che suscitò nei suoi confronti l'interesse di Hollywood.
Sotto contratto con la Fox Film Corporation, la Barrie debuttò sugli schermi americani nel 1935 in It's a Small World, in cui recitò al fianco di Spencer Tracy, una commedia romantica che venne giudicata dai critici come una malriuscita imitazione di Accadde una notte. L'attrice interpretò una risoluta signorina di buona famiglia (sul modello di Claudette Colbert nel celebre film di Frank Capra), la quale si innamora di un avvocato (Tracy).
Dopo essere passata alla MGM, apparve accanto a James Stewart in Speed (1936), un film incentrato sulle corse automobilistiche, quindi nel drammatico Strada sbarrata (1937), al fianco di Humphrey Bogart e Joel McCrea, e nel poliziesco Il mastino di Baskerville (1939), in cui interpretò il ruolo di Beryl Stapleton accanto a Basil Rathbone, Nigel Bruce e Richard Greene, film che fu uno dei maggiori successi prodotti dalla 20th Century Fox nel 1939.
Durante la prima metà degli anni quaranta la Barrie continuò a recitare in America e apparve in diverse pellicole incentrate sulle figure degli eleganti detective Simon Templar (il "Santo") e Gay Lawrence (the "Falcon"), entrambi interpretati da George Sanders, come The Saint Takes Over (1940), The Gay Falcon (1941) e A Date with the Falcon (1942).
L'affermazione della televisione alla fine degli anni quaranta convinse la Barrie a diradare le proprie apparizioni cinematografiche in favore del piccolo schermo. Fu una delle prime attrici ad avere uno show televisivo personale, il The Wendy Barrie Show, che andò in onda per la prima volta sulla rete ABC nel novembre 1948, e terminò la programmazione nel settembre 1950.
La sua ultima apparizione cinematografica risale al 1954 nella commedia La ragazza del secolo, interpretata da Judy Holliday e Jack Lemmon. Si ritirò dalle scene all'inizio degli anni sessanta, dopo due partecipazioni alle serie televisive The Islanders (1961) e The Beachcomber (1962) e diverse apparizioni come ospite in spettacoli radiofonici e televisivi.

## Vita privata
Per un certo periodo il nome di Wendy Barrie fu legato a quello del gangster Bugsy Siegel.
Cittadina americana dal 1942, la Barrie morì a Englewood (New Jersey) nel 1978, all'età di 65 anni, per le conseguenze di un ictus che l'aveva colpita e debilitata già da alcuni anni.

## Filmografia

### Cinema
- The Callbox Mystery, regia di G.B. Samuelson (1932)
- Collision, regia di G.B. Samuelson (1932)
- Threads, regia di G.B. Samuelson (1932)
- Where Is This Lady?, regia di Victor Hanbury e Ladislao Vajda (1932)
- Sposatevi ragazzi (Wedding Rehearsal), regia di Alexander Korda (1932)
- The Barton Mystery, regia di Henry Edwards (1932)
- Cash, regia di Zoltán Korda (1933)
- It's a Boy, regia di Tim Whelan (1933)
- Le sei mogli di Enrico VIII (The Private Life of Henry VIII), regia di Alexander Korda (1933)
- The Acting Business, regia di John Daumery (1933)
- The House of Trent, regia di Norman Walker (1933)
- Murder at the Inn, regia di George King (1934)
- The Man I Want, regia di Leslie S. Hiscott (1934)
- Without You, regia di John Daumery (1934)
- Freedom of the Seas, regia di Marcel Varnel (1934)
- It's a Small World, regia di Irving Cummings (1935)
- College Scandal, regia di Elliott Nugent (1935)
- The Big Broadcast of 1936, regia di Norman Taurog (1935)
- A Feather in Her Heat, regia di Alfred Santell (1935)
- Millions in the Air, regia di Ray McCarey (1935)
- There Goes Susie, regia di Victor Hanbury e John Stafford (1935)
- Love on a Bet, regia di Leigh Jason (1936)
- Speed, regia di Edwin L. Marin (1936)
- Ticket to Paradise, regia di Aubrey Scotto (1936)
- Give Her a Ring, regia di Arthur B. Woods (1936)
- Schiavo della tua malia (Under Your Spell), regia di Otto Preminger (1936)
- Breezing Home, regia di Milton Carruth (1937)
- Ali nella bufera (Wings Over Honolulu), regia di H.C. Potter (1937)
- What Price Vengeance, regia di Del Lord (1937)
- Strada sbarrata (Dead End), regia di William Wyler (1937)
- A Girl with Ideas, regia di S. Sylvan Simon (1937)
- L'inafferrabile signor Barton (Prescription for Romance), regia di S. Sylvan Simon (1937)
- Il vendicatore (I Am the Law), regia di Alexander Hall (1938)
- I ragazzi della strada (Newsboys' Home), regia di Harold Young (1938)
- Tragedia sul Pacifico (Pacific Liner), regia di Lew Landers (1939)
- The Saint Strikes Back, regia di John Farrow (1939)
- Il mastino di Baskerville (The Hound of the Baskerville) regia di Sidney Lanfield (1939)
- La tragedia del Silver Queen (Five Came Back), regia di John Farrow (1939)
- The Witness Vanishes, regia di Otis Garrett (1939)
- Moglie di giorno (Day-Time Wife), regia di Gregory Ratoff (1939)
- The Saint Takes Over, regia di Jack Hively (1940)
- Women in War, regia di John H. Auer (1940)
- Cross-Country Romance, regia di Frank Woodruff (1940)
- Mens Against the Sky, regia di Leslie Goodwins (1940)
- Who Killed Aunt Maggie?, regia di Arthur Lubin (1940)
- The Saint in Palm Springs, regia di Jack Hively (1941)
- Repent at Leisure, regia di Frank Woodruff (1941)
- The Gay Falcon, regia di Irving Reis (1941)
- Public Enemies, regia di Albert S. Rogell (1941)
- A Date with the Falcon, regia di Irving Reis (1942)
- Eyes of the Underworld, regia di Roy William Neill (1942)
- Per sempre e un giorno ancora (Forever and a Day), regia di Edmund Goulding, Cedric Hardwicke, Frank Lloyd, Victor Saville, René Clair, Robert Stevenson, Herbert Wilcox (1943)
- Follies Girl, regia di William Rowland (1943)
- Submarine Alert, regia di Frank McDonald (1943)
- La ragazza del secolo (It Should Happen to You), regia di George Cukor (1954)

### Televisione
- The Adventures of Oky Doky - serie TV, 1 episodio (1948) – serie tv
- The Wendy Barrie Show - serie TV, 1 episodio (1948) – serie tv
- Actor's Studio - serie TV, 1 episodio (1949)
- Starlight Theatre - serie TV, 1 episodio (1950)
- Stars in Khaki and Blue - serie TV, 1 episodio (1952) – serie tv
- The Islanders - serie TV, 1 episodio (1961)
- The Beachcomber - serie TV, 1 episodio (1962)

## Doppiatrici italiane
- Anna Proclemer in Strada sbarrata
- Clelia Bernacchi in Le sei mogli di Enrico VIII (1° ridoppiaggio)